# Сандирєво (Калязінський район)
Сандирєво (рос. Сандырево) — присілок в Калязінському районі Тверської області Російської Федерації.
Населення становить 13 осіб. Входить до складу муніципального утворення Нерльське сільське поселення.

## Історія
Від 2005 року входило до складу муніципального утворення Нерльське сільське поселення.

## Населення
| 2008 | 2010 |
| ---- | ---- |
| 13   | →13  |